# Aline Frazão
Aline Frazão (Luanda, 17 giugno 1988) è una cantante, compositrice, chitarrista e produttrice angolana.

## Biografia
Aline Frazão nasce a Luanda, in Angola, nel giugno del 1988 da una famiglia di origini in parte portoghesi e capoverdiane. Si interessa alla musica fin dall'infanzia e inizia a scrivere canzoni all'età di 15 anni. Il cantante che la influenza di più è Paulo Flores. All'età di 18 anni, si trasferisce in Portogallo per frequentare la Nuova Università di Lisbona, dove consegue una laurea in comunicazione. Dopo la laurea, lavora come giornalista per il giornale Rede Angola. Dopo essersi trasferita in Spagna studia il flamenco.

## Carriera
La sua prima volta nello studio di registrazione è una collaborazione con il flautista César Herranz dal titolo A Minha Embala. Nel 2011, dopo essersi trasferita a Santiago de Compostela, pubblica l'album di debutto da solista, Clave Bantu, che usa un linguaggio jazz e presenta alcuni testi scritti dagli scrittori angolani José Eduardo Agualusa e Ondjaki. Il suo secondo album, Movimento, è una partnership con il poeta angolano Carlos Ferreira e include una poesia musicata di Alda Lara. l'album è uscito nel 2013.
Frazão pubblica il suo terzo album contenente materiale originale, Insular, nel 2015. È stato registrato nello studio del produttore dell'album Giles Perring sulla piccola isola scozzese del Jura, scelta per la sua posizione isolata. Anche in questo album viene accompagnata da diversi musicisti, tra i quali, il chitarrista portoghese Pedro Geraldes e, su raccomandazione di Perring, il bassista Simon Edwards (che ha anche suonato tutte le percussioni), la clarinettista Sarah Homer e l'arpista scozzese Esther Swift dei Twelfth Day. Presenta alcuni testi della poetessa angolana Ana Paula Tavares e del rapper portoghese Capicua. Tutte le canzoni sono nuove, tranne la tradizionale Susana, canzone molto conosciuta in Angola, che è stata registrata a Lisbona.
Cantante, chitarrista, compositrice e produttrice, viene considerata "uno dei nomi più importanti della nuova musica portoghese e angolana" ed è valutata dalla critica specializzata europea "tra gli artisti più genuinamente intensi e originali". In tournée in paesi come Kenya, Capo Verde, Etiopia, Tanzania, Brasile, Germania, Portogallo, Norvegia, Svizzera e Austria, attualmente risiede a Lisbona. Frazão ha affermato che, durante i tour internazionali, quando dice al pubblico che viene dall'Angola, la maggior parte delle persone non è in grado di identificare il paese geograficamente. Nonostante consideri la composizione delle canzoni un processo solitario, può scrivere rapidamente un gran numero di canzoni.

## Discografia
- A Minha Embala (2009)[9]
- Clava Bantu (2011)[10]
- Movimento (2013)[11]
- Insular (2015)
- Mais tocadas [12]